# Shas
Shas (hebreo: ש"ס) o "Asociación Internacional de los Sefardíes Observantes de la Torá" (Hebreo: התאחדות הספרדים העולמית שומרי תורה), es un partido político de Israel, representante de los sefardíes ultraortodoxos. Participó en coaliciones de gobierno tanto de izquierda como de derecha dentro del ámbito político de Israel.
Fue fundado en 1984 para concurrir en las elecciones parlamentarias de ese año en las que consiguió 4 diputados en la Knéset. El partido fue formado bajo el liderazgo del rabino Ovadia Yosef. Su apoyo aumentó en las elecciones de 1999 obteniendo 17 diputados, para luego caer hasta los 11 diputados en las elecciones de 2003.
En las elecciones de 2006 obtuvo 12 diputados, quedando como tercera fuerza política por delante de partidos como el Likud.
Luego de las elecciones de 2020 el partido obtuvo 9 diputados con los que se posicionó en 4° lugar respecto a escaños en la Knéset.

## Ideología
Su política es afín al daat Torá, lo que significa, que la cultura del espacio está basada íntegramente en las palabras divinas, como así también del Talmud. Dentro del judaísmo, es considerado jaredí.

## Controversias
Desde 1999 varios parlamentarios de Shas han sido acusados de conductas delictivas, como Shlomo Benizri, convicto de soborno en 2008.
Entre las medidas políticas más cuestionadas ha sido la de querer deportar a 400 niños nacidos en Israel y no judíos, los niños serían hijos de inmigrantes que habrían ingresado ilegalmente al país.

## Resultados electorales
| Año                | Líder          | Votos        | %     | Resultado | +/-         | Gob                    |
| ------------------ | -------------- | ------------ | ----- | --------- | ----------- | ---------------------- |
| 1984               | Yitzjak Peretz | 63 605 (#6)  | 3,07  | 4/120     | Nuevo       | Gobierno               |
| 1988               | Yitzjak Peretz | 107 709 (#3) | 4,72  | 6/120     | 2           | Gobierno               |
| 1992               | Aryeh Deri     | 129 347 (#6) | 4,94  | 6/120     | Sin cambios | Gobierno (1992-1993)   |
| 1992               | Aryeh Deri     | 129 347 (#6) | 4,94  | 6/120     | Sin cambios | Oposición (1993-1996)  |
| 1996               | Aryeh Deri     | 259 796 (#3) | 8,51  | 10/120    | 4           | Gobierno               |
| 1999               | Aryeh Deri     | 430 676 (#3) | 13,01 | 17/120    | 7           | Gobierno               |
| 2003               | Eli Yishai     | 258 879 (#4) | 8,22  | 11/120    | 6           | Oposición              |
| 2006               | Eli Yishai     | 299 054 (#3) | 9,53  | 12/120    | 1           | Gobierno               |
| 2009               | Eli Yishai     | 286 300 (#5) | 8,49  | 11/120    | 1           | Gobierno               |
| 2013               | Eli Yishai     | 331 868 (#5) | 8,75  | 11/120    | Sin cambios | Oposición              |
| 2015               | Aryeh Deri     | 241 613 (#7) | 5,74  | 7/120     | 4           | Gobierno               |
| Abril de 2019      | Aryeh Deri     | 258 275 (#3) | 5,99  | 8/120     | 1           | Elecciones anticipadas |
| Septiembre de 2019 | Aryeh Deri     | 330 199 (#4) | 7,44  | 9/120     | 1           | Elecciones anticipadas |
| 2020               | Aryeh Deri     | 352 853 (#4) | 7,69  | 9/120     | Sin cambios | Gobierno               |
| 2021               | Aryeh Deri     | 315 963 (#3) | 7,17  | 9/120     | Sin cambios | Oposición              |
| 2022               | Aryeh Deri     | 392 644 (#5) | 8,24  | 11/120    | 2           | Gobierno               |